# やじうま6
『やじうま6』（やじうまシックス）は、1994年10月3日 - 1996年9月27日にテレビ朝日系一部地域で放送した早朝の情報番組。当時放送していた『新やじうまワイド』の姉妹番組にあたる。

## 概要
当時朝の情報番組は『めざましテレビ』(フジテレビ)や『ザ・フレッシュ!』(TBS)等、6 - 7時台を跨ぐ大型化の様相を見せていた。テレビ朝日も『新やじうまワイド』を編成しており、6時開始への枠拡大が検討されていた。その結果前座番組として編成されたのが当番組である。
初期は『新やじうま - 』の日替わり出演コメンテーターが別フロアから新聞記事を解説していたが、後に朝日新聞解説委員が曜日を通した専属コメンテーターとして番組進行に加わる。
1996年10月に『新やじうま - 』に吸収され、5:55 - 8:00の『やじうまワイド』にリニューアルする形で番組は終了する。

## 放送時間・歴代出演者
| 期間          | 期間          | 放送時間（日本時間）     | メイン   | メイン   | お天気     | お天気     |
| 期間          | 期間          | 放送時間（日本時間）     | 月 - 火  | 水 - 金  | 月 - 火    | 水 - 金    |
| ------------- | ------------- | ------------------------ | -------- | -------- | ---------- | ---------- |
| 1994年10月3日 | 1995年3月31日 | 平日 6:00 - 6:30（30分） | 大下容子 | 丸川珠代 | 野村華苗   | 野村華苗   |
| 1995年4月3日  | 1995年9月29日 | 平日 5:55 - 6:30（35分） | 大下容子 | 丸川珠代 | 福田貴子   | 杉村貴子   |
| 1995年10月2日 | 1996年3月29日 | 平日 5:55 - 6:30（35分） | 丸川珠代 | 野村華苗 | 高橋真紀子 | 下平さやか |
| 1996年4月1日  | 1996年9月27日 | 平日 5:55 - 6:30（35分） | 丸川珠代 | 野村華苗 | 内藤聡子   | 和田あい   |

## 制作会社
- 東京サウンドプロダクション
- テイクシステムズ
- テレビ朝日クリエイト

| テレビ朝日系 平日早朝の情報番組枠 | テレビ朝日系 平日早朝の情報番組枠 | テレビ朝日系 平日早朝の情報番組枠 |
| 前番組                            | 番組名                            | 次番組                            |
| --------------------------------- | --------------------------------- | --------------------------------- |
| CNNデイブレイク                   | やじうま6                         | やじうまワイド                    |